# Medowo (obwód Burgas)
Medowo (bułg. Медово) – wieś w Bułgarii, w obwodzie Burgas, w gminie Pomorie. W 2023 roku liczyła 400 mieszkańców.